# Jan Woleński

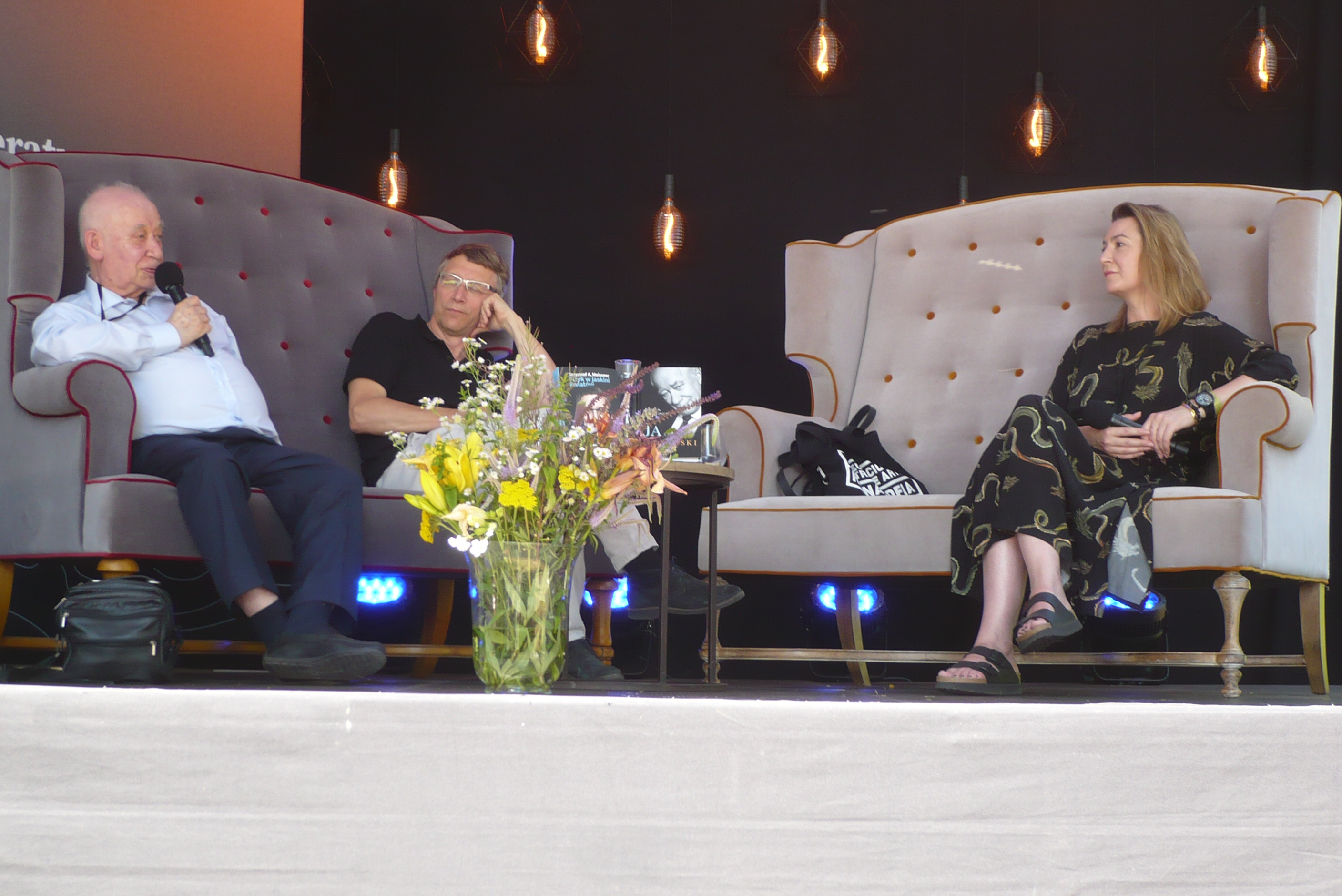
Z Krzysztofem Meissnerem, 2023

Jan Woleński, właściwie Jan Wiktor Hertrich-Woleński (ur. 21 września 1940 w Radomiu) – polski filozof analityczny, teoretyk prawa, logik, epistemolog i filozof języka, badacz koncepcji prawdy oraz dokonań szkoły lwowsko-warszawskiej, profesor nauk humanistycznych.
Członek Polskiej Akademii Nauk, Polskiej Akademii Umiejętności oraz Towarzystwa Naukowego Warszawskiego, nauczyciel akademicki Uniwersytetu Jagiellońskiego oraz Wyższej Szkoły Informatyki i Zarządzania w Rzeszowie, publicysta. W 2013 roku laureat Nagrody Fundacji na rzecz Nauki Polskiej. Doktor honoris causa Uniwersytetu Łódzkiego.

## Życiorys

### Wczesne lata
Urodził się w rodzinie o korzeniach żydowskich. W latach 1954-1958 uczęszczał do I Liceum Ogólnokształcącego im. Bartłomieja Nowodworskiego w Krakowie.

### Edukacja
W latach 1958–1963 studiował prawo na Uniwersytecie Jagiellońskim (UJ), w latach 1960–1964 filozofię na tej samej uczelni.
W 1968 obronił pracę doktorską z analitycznej teorii prawa (Filozofia lingwistyczna a jurysprudencja analityczna) na Wydziale Prawa UJ napisaną pod kierunkiem prof. Kazimierza Opałka, zaś w 1972 uzyskał stopień doktora habilitowanego w zakresie teorii prawa (Logiczne problemy wykładni prawa) na tej samej uczelni.

### Kariera naukowa
- 1963–1965, asystent, UJ
- 1965–1968, starszy asystent, UJ
- 1968–1974, adiunkt, UJ
- 1974–1979, docent, UJ
- 1979–1988, docent, Politechnika Wrocławska
- 1988–1990, docent, UJ
- 1990–1992, profesor nadzwyczajny, UJ
- 1992 – profesor nauk humanistycznych, profesor zwyczajny na UJ
- profesor zwyczajny w Wyższej Szkole Informatyki i Zarządzania w Rzeszowie[5]

### Działalność polityczna i społeczna
Był członkiem PZPR od 1965 r. Opuścił szeregi tej partii po wprowadzeniu stanu wojennego w 1981 r. W latach 1980–1990 był członkiem NSZZ „Solidarność”.
W latach 1983–1985 był wydawcą podziemnej gazetki „Riposta” ukazującej się we Wrocławiu. Z powodu wystąpienia z PZPR nie otrzymywał paszportu w latach 1982–1986 i był objęty zakazem prowadzenia zajęć dydaktycznych na Politechnice Wrocławskiej w latach 1982–1988. W latach 1982–1988 wstrzymano wniosek o nadanie mu tytułu profesora.
Był jednym z założycieli Ruchu na Rzecz Demokracji w Krakowie w roku 2007. Jest członkiem Rady Programowej Konwersatorium „Doświadczenie i Przyszłość”. Członek założyciel reaktywowanego Żydowskiego Stowarzyszenia B’nai B’rith w Rzeczypospolitej Polskiej, a w latach 2007–2012 pełnił funkcję wiceprezydenta.
Jest ateistą. W latach 60. XX wieku był związany ze Stowarzyszeniem Ateistów i Wolnomyślicieli. Od 2007 roku członek Komitetu Honorowego Polskiego Stowarzyszenia Racjonalistów.

## Dorobek naukowy i popularnonaukowy
Jest uważany za kontynuatora tradycji szkoły lwowsko-warszawskiej. W 2013 r. otrzymał Nagrodę Fundacji na rzecz Nauki Polskiej w obszarze nauk humanistycznych i społecznych za wszechstronną analizę prac szkoły lwowsko-warszawskiej i wprowadzenie jej dokonań do międzynarodowego dyskursu współczesnej filozofii.
Jest autorem lub współautorem prawie 2000 publikacji naukowych i popularnych, z czego 650 zostało napisanych w językach obcych. W tym: książki – 29, artykuły naukowe – 620, autoreferaty i abstrakty – 84, skrypty –5, głosy w dyskusjach, polemiki, artykuły informacyjne, artykuły słownikowe, artykuły okolicznościowe, artykuły popularnonaukowe, przedmowy, posłowia i listy – 363, recenzje – 195, prace edytorskie – 30, przedruki – 15, przekłady – 6.
Był promotorem 25 prac doktorskich i recenzentem 27 prac doktorskich i habilitacyjnych.

## Członkostwo w towarzystwach naukowych
- Polska Akademia Umiejętności, członek korespondent (od 2010 roku), członek rzeczywisty (od 2020 roku)[10]
- Towarzystwo Naukowe Warszawskie (członek zwyczajny)
- Polska Akademia Nauk (członek korespondent)
- Institut International de Philosophie(inne języki)

Był prezydentem Europejskiego Towarzystwa Filozofii Analitycznej w kadencji 2005–2008. Bierze udział w pracy komitetu redakcyjnego czasopisma „Theoria”.

## Nagrody

### Nagrody naukowe
- 1987: Nagroda im. Tadeusza Kotarbińskiego w dziedzinie filozofii (Wydział I PAN)
- 1991: Societatis Scientiarium Varsoviensis Premium Triennale
- 1996: Nagroda Naukowa miasta Krakowa
- 2001: Nagroda Prezesa Rady Ministrów za wybitny dorobek naukowy
- 2013: Nagroda Fundacji na rzecz Nauki Polskiej[12].

### Doktoraty honorowe
- 2020: doktor honoris causa Uniwersytetu Łódzkiego[13]

### Profesury honorowe
- 2022: profesor honorowy Uniwersytetu Jagiellońskiego[14][15]

### Ordery i odznaczenia
- 1997: Medal Komisji Edukacji Narodowej
- 2011: Krzyż Oficerski Orderu Odrodzenia Polski[16][17]

### Nagrody kulturalne
- 2004: Nagroda Krakowska Książka Miesiąca (listopad) za książkę Granice niewiary
- 2020: Kowadło Kuźnicy przyznane przez Stowarzyszenie „Kuźnica”[18]

## Publikacje (wybór)
- Wstęp do nauki o państwie i prawie, wraz z Marią Borucką-Arctową, UJ, Kraków, 1972 (wyd. 3.).
- Z zagadnień analitycznej filozofii prawa, Quaestiones ad philosophiam analyticam iuris pertinentes, Warszawa, PWN, 1980.
- Filozoficzna szkoła lwowsko-warszawska, Warszawa, PWN, 1985.
- Logic and philosophy in the Lvov-Warsaw school, Dordrecht, London, Kluwer, 1989.
- Kotarbiński, Wiedza Powszechna, Warszawa, 1990.
- Kotarbinski: logic, semantics and ontology (ed.), Dordrecht, Kluwer Academic Publishers, 1990.
- Metamatematyka a epistemologia, Warszawa, PWN, 1993.
- Philosophical Logic in Poland (ed.), Dordrecht, London, Kluwer Academic Publishers, 1994.
- Wstęp do prawoznawstwa, wraz z Marią Borucką-Arctową, WPiAUJ, Kraków, 1995.
- W stronę logiki, Aureus, Krakow, 1996. (Wybór artykułów.)
- Szkoła Lwowsko-Warszawska w polemikach, Warszawa, Scholar, 1997.
- Alfred Tarski and the Vienna circle: Austro-Polish connections in logical empiricism, wydane wraz z Eckehartem Köhlerem, Dordrecht, London, Kluwer Academic, 1999.
- Okolice filozofii prawa, Universitas, Kraków, 1999.
- Epistemologia, 3 tomy, Aureus, Kraków, 2000.
- Myśli filozoficzne i jeszcze inne, Universitas, Kraków, 2000.
- Granice niewiary, Wydawnictwo Literackie, Kraków, 2004.
- Epistemologia. Poznanie, prawda, wiedza i realizm, Wydawnictwo Naukowe PWN, Warszawa, 2006.
- Lustracja jako zwierciadło, Universitas, 2007.
- Historia filozofii polskiej, wraz z Janem Skoczyńskim, Wydawnictwo WAM, Kraków, 2010
- Szkice o kwestiach żydowskich, Wydawnictwo Austeria Klezmerhojs, Kraków, Budapeszt, 2011
- Essays on Logic and Its Applications in Philosophy, Peter Lang, Frankfurt am Main 2011,
- L’école de Lvov-Varsovie: Philosophie et logique en Pologne (1895-1939), Vrin, Paris 2011.
- Historico-Philosophical Essays, v. 1, Copernicus Center Press, Kraków 2013
- Wykłady z analitycznej filozofii balangi, Brosz, Rzeszów 2013
- Jan Woleński. Wierzę w to, co potrafię zrozumieć, rozmawiają S. Kołodziejczyk, J. Prusak i J. Workowska, Copernicus Center Press, Kraków 2014
- Wykłady o naturalizmie, Wydawnictwo UMK, Toruń 2016
- Logika i inne sprawy, Wyższa Szkoła Informatyki i Zarządzania, Rzeszów/Copernicus Center Press, Kraków 2017, 330 s.
- Logic and Its Philosophy, Peter Lang, Berlin 2018
- Dwa szkice o Holokauście, Austeria, Kraków 2019
- Semantics and Truth, Springer Nature, Heidelberg 2019
- Rozmaitości filozoficzne i inne, Universitas, Kraków 2022
- Hasło Systemy Leśniewskiego w Encyklopedii PWN[19].